# 泡沫性鼓脹症
泡沫性鼓脹症（ほうまつせいこちょうしょう、英:frothy bloat）とは第一胃内において過剰な発酵により生じたガスとその他の内容物が混合し泡沫状となり、噴門を閉塞し胃内に滞留することにより生じる反芻類における症状。主に呼吸困難と循環障害を引き起こす。処置として胃カテーテル、左側上膁部の穿刺によるガスの排出、消泡剤の投与を行う。
牛の鼓脹症は急性鼓脹と慢性鼓脹に大別される。急性鼓脹の中に泡沫性鼓脹が分類される。
泡沫性鼓脹症の処置法は、第一胃切開術が最も有益な方法で、内容物の除去、第一胃内pHの調整、第一胃内の発酵の停止のため、抗生剤内服の検討も要する。